# La Bernerie-en-Retz
La Bernerie-en-Retz település Franciaországban, Loire-Atlantique megyében. Lakosainak száma 3523 fő (2022. január 1.). La Bernerie-en-Retz Les Moutiers-en-Retz és Pornic községekkel határos.

## Népesség
A település népességének változása:
| Lakosok száma | 1683 | 1799 | 1828 | 2499 | 2611 | 2834 | 2968 | 3049 | 3206 | 3523 |
|               | 1968 | 1982 | 1990 | 2006 | 2013 | 2015 | 2017 | 2019 | 2020 | 2022 |